# Opisthograptis flavissima
Opisthograptis flavissima là một loài bướm đêm trong họ Geometridae.